# Thom Mathews
Thom Mathews (n. 28 noiembrie 1958, Los Angeles, California, SUA) este un actor american cel mai cunoscut ca Tommy Jarvis în franciza Vineri 13 (1986) și ca Freddy in Întoarcerea morților vii (1985). Printre alte roluri notabile se numără  Dangerously Close (1986), Întoarcerea morților vii II (Return of the Living Dead Part II, 1988) și Nemesis (1992).
La 10 mai 2014, Mathews s-a căsătorit cu Karla Jensen în  Los Cabos, Mexic.

## Filmografie
| An   | Titlu                                                          | Rol                | Note                 |
| ---- | -------------------------------------------------------------- | ------------------ | -------------------- |
| 1984 | Femeia în roșu                                                 | Erik               | nemenționat          |
| 1985 | Întoarcerea morților vii                                       | Freddy             |                      |
| 1986 | Dangerously Close                                              | Brian Rigletti     |                      |
| 1986 | Vineri 13: Jason eliberat                                      | Tommy Jarvis       |                      |
| 1987 | Down Twisted                                                   | Damalas            |                      |
| 1988 | Întoarcerea morților vii II                                    | Joey               |                      |
| 1988 | Aventuriera din Los Angeles                                    | Charmin'           |                      |
| 1988 | Vineri 13: Sânge proaspăt - Partea a 7-a                       | Tommy Jarvis       | Imagini de arhivă    |
| 1990 | Midnight Cabaret                                               | David              |                      |
| 1991 | Sânge pentru sânge                                             | Brick Bardo        |                      |
| 1991 | Born to Ride                                                   | Willis             |                      |
| 1992 | Nemesis                                                        | Marion             |                      |
| 1994 | Kickboxer 4: The Aggressor                                     | Bill               |                      |
| 1994 | In the Living Years                                            | Dan Donahue        |                      |
| 1995 | Ringul cruzimii                                                | Bradford           |                      |
| 1997 | Blast                                                          | Bill               | nemenționat          |
| 1997 | Mean Guns                                                      | Crow               |                      |
| 1997 | The Peacemaker                                                 | Major Rich Numbers |                      |
| 1997 | Crazy Six                                                      | Andrew             | film Direct-to-video |
| 1998 | Waiting for Woody                                              | Bike Messenger     | Scurtmetraj          |
| 1998 | Sorcerers                                                      | The Duke           |                      |
| 2001 | The Vampire Hunters Club                                       | Henry Pratt        | Scurtmetraj          |
| 2009 | A Letter to Dad                                                | Dan                |                      |
| 2013 | Crystal Lake Memories: The Complete History of Friday the 13th | Rolul său          | Documentar           |
| 2019 | Killer Therapy                                                 | John Langston      |                      |

| An   | Titlu                               | Rol                        | Note                          |
| ---- | ----------------------------------- | -------------------------- | ----------------------------- |
| 1982 | Falcon Crest                        | Pool Guy #2 / Paramedic #2 | 2 episoade                    |
| 1983 | Dynasty                             | Brian (Secretar)           | 2 episoade                    |
| 1984 | Paper Dolls                         | Lewis Crosby               | 5 episoade                    |
| 1987 | The Dirty Dozen: The Deadly Mission | Francis Kelly              | Film TV                       |
| 1987 | Mr. President                       | Secret Service Agent       | Episodul: "Private Moments"   |
| 1989 | CBS Summer Playhouse                | Cal                        | Episodul: "The Heat"          |
| 1990 | Rock Hudson                         | Tim Murphy                 | Film TV                       |
| 1990 | Sporting Chance                     | Sonny Hilderbrand          | Pilot TV                      |
| 1991 | The Letters from Moab               | Tom                        | Scurtmetraj TV                |
| 1995 | ER                                  | Michael Mazovick           | Episode: "And Baby Makes Two" |
| 1996 | If Looks Could Kill                 | Walter                     | Film TV                       |
| 1996 | Raven Hawk                          | Stiles                     | Film TV                       |
| 2000 | Fail Safe                           | Billy Flynn                | Film TV                       |

| An   | Titlu                     | Rol          | Note               |
| ---- | ------------------------- | ------------ | ------------------ |
| 2017 | Friday the 13th: The Game | Tommy Jarvis | Voce și înfățișare |